# Heliconia chiriquina
Heliconia chiriquina là một loài thực vật có hoa trong họ Heliconiaceae. Loài này được L. Andersson mô tả khoa học đầu tiên.